# The Sky Crawlers
The Sky Crawlers (スカイ・クロラ, Sukai Kurora) és una pel·lícula d'animació japonesa de l'any 2008, dirigit per Mamoru Oshii. És una adaptació de les novel·les de Hiroshi Mori del mateix nom: The Sky Crawlers. Es va estrenar als cinemes japonesos el 2 d'agost de 2008 per part de Warner Bros del Japó. Animada per Production I.G, la pel·lícula va ser escrita per Chihiro Itō, deixant el disseny dels personatges per Tetsuya Nishio i la música a càrrec de Kenji Kawai. Les animacions en 3D les va dur a terme l'estudi Polygon Pictures, que també va produir les animacions 3D de la pel·lícula Ghost in the Shell 2: Innocence, també de Mamoru Oshii.
Es va estrenar el 24 d'octubre de 2010 a Catalunya al canal 3XL.

## Argument
En una època imaginària, s'instaura la pau al món. Tanmateix, perquè aquesta situació sigui sostenible, cal que es declari una guerra, que s'emet per la televisió. Els pilots que lluiten són uns nens immortals anomenats "Kildren".

## Banda sonora
El tema dels crèdits finals (ending) és "Konya mo Hoshi ni Dakarete" de la cantant japonesa Ayaka. Aquesta cançó no va ser inclosa a la banda sonora de la pel·lícula que es va posar a la venda. Tots els temes i melodies que sonen durant la pel·lícula van ser obra del compositor Kenji Kawai.
1. "Main Theme (Opening)"
2. "First Sortie"
3. "Sail Away (Vocal)"
4. "Foo-Ko"
5. "Main Theme (Memory)"
6. "Mizuki"
7. "Surprise Attack"
8. "Drive-By-Wire"
9. "Main Theme - Affair (Harp)"
10. "Main Theme - Blue Fish (Orgel)"
11. "Private Sortie"
12. "Second Sortie"
13. "Night Sortie"
14. "March Hare"
15. "Adler Tag"
16. "Krakow"
17. "Main Theme (Affair)"
18. "Main Theme (Blue Fish)"
19. "Final Sortie"
20. "Teacher"
21. "Main Theme (Ending)"